# Totally Killer – Gefährliches Spiel mit der Zeit
Totally Killer – Gefährliches Spiel mit der Zeit (Originaltitel: Totally Killer) ist eine US-amerikanische Horrorkomödie aus dem Jahr 2023 mit Kiernan Shipka, Olivia Holt und Julie Bowen, der unter der Regie von Nahnatchka Khan nach einem Drehbuch von David Matalon, Sasha Perl-Raver und Jen D’Angelo entstand.

## Handlung
In der Kleinstadt Vernon wurden am 27., 29. und 31. Oktober 1987 die drei Teenager Tiffany Clark, Marisa Song und Heather Hernandez vom Sweet 16 Killer getötet. Auf jede der drei wurde in der Nacht ihres 16. Geburtstags 16 Mal eingestochen.
35 Jahre später besucht die Teenagerin Jamie Hughes mit ihrer Freundin Amelia in der Halloweennacht ein Konzert, während ihre Mutter Pam Hughes, geborene Miller zu Hause bleibt. Pam war mit den drei Opfern des Sweet 16 Killer befreundet und wird beim Verteilen von Süßigkeiten vom Killer angegriffen und erstochen. Während Jamie um Pam trauert, hilft sie Amelia beim Bau einer Zeitmaschine, die sie für ein Schulprojekt entwickelt hat. Vom Reporter Chris Dubasage erfahren sie, dass Pam vor ihrem Tod eine Drohung erhalten hatte.
Auf der Flucht vor dem Killer versteckt sich Jamie in der Zeitmaschine, die aktiviert wird und sie zurück ins Jahr 1987 schickt. Sie realisiert, dass sie Pams Leben retten kann, wenn sie die ursprüngliche Serie des Sweet 16 Killers stoppt und gibt sich als Austauschschülerin aus Kanada aus. Dabei findet sie heraus, dass Pam und ihre Freunde aufgrund ihres Mobbings unbeliebt waren. Jamie kann Amelias Mutter Lauren und einen Teenager namens Doug, den heutigen Direktor ihrer Schule, davon überzeugen, ihr zu helfen. Allerdings kann sie den Mord an Tiffany nicht verhindern.
Mit der restlichen damaligen Freundesgruppe landet Jamie in der Hütte, in der Marisa in der ursprünglichen Zeitlinie ermordet wurde. Während Jamie versucht, Marisa zu beschützen, wird stattdessen Heather ermordet, wodurch die Zeitlinie verändert wird. In der Halloweennacht trifft sich die Gruppe im Vergnügungspark, während Lauren daran arbeitet, eine Attraktion in eine provisorische Zeitmaschine umzuwandeln, mit der Jamie in die Zukunft reisen kann.
In der Gegenwart hilft Chris Amelia, ihre Zeitmaschine zu reparieren, als ihnen klar wird, dass sich die Zeitlinie ändert. Die Gruppe lockt den Sweet 16 Killer in ein Spukhaus, wo er sie angreift. Von Kara, der zukünftigen Sheriffin der Stadt, wird er mit einer Sense aufgespießt. Doug wird als der Killer entlarvt, der an der Gruppe Rache für den Tod seiner Freundin Trish nehmen will. Marisa enthüllt, dass sie, Tiffany und Heather Trish eines Nachts betrunken gemacht hatten und sie nach Hause fahren ließen, wobei sie bei einem Unfall starb; Pam war dabei nicht anwesend. Während Jamie sich fragt, warum Pam eine Drohung erhalten hat, erscheint ein zweiter Killer und schneidet Marisa die Kehle durch.
Der zweite Killer verfolgt Jamie und tötet dabei den Vater von Chris. Die Zeitmaschine wird aktiviert, der Killer entpuppt sich als Chris aus der Gegenwart. Doug war der ursprüngliche Mörder, Chris ermordete Pam und sendete ihr die Drohung, um mehr Inhalte und Aufmerksamkeit für seinen Podcast zu generieren. Bei einem Kampf zwischen Jamie und Chris kommt er ums Leben. Als sie in die Gegenwart zurückkehrt, stellt sie fest, dass Pam noch lebt. Jamies Eingreifen in die Vergangenheit hat allerdings zu einer alternativen Zukunft geführt, in der ihre Eltern früher zusammenkamen als in der ursprünglichen Zeitlinie. Dadurch hat sie jetzt einen älteren Bruder namens Jamie und heißt jetzt Colette.
Lauren gibt ihr ein Notizbuch, in dem alles aufgeführt ist, was sich durch ihr Eingreifen geändert hat: ihr neuer Bruder hat einen Ehemann und eine dreijährige Tochter; Randy, ihr alter Trainer, ist jetzt Schuldirektor; Kara wurde Polizeichefin; Damon, der Platzwart, gründete zu Ehren seiner Schwester Trish eine Videospielfirma und einen Anti-Mobbing-Verein; und Chris, der traumatisiert war, als er sah, wie sein Vater von seinem anderen Ich getötet wurde, ging als Mönch in ein Kloster in Indien.

## Besetzung und Synchronisation
Die deutschsprachige Synchronisation übernahm die  SPEEECH Audiolingual Labs. Dialogregie führte Hans Schneck, der auch das Dialogbuch schrieb.
| Rolle                    | Darsteller              | Synchronsprecher       |
| ------------------------ | ----------------------- | ---------------------- |
| Jamie Hughes / Colette   | Kiernan Shipka          | Leslie-Vanessa Lill    |
| Pam Hughes, geb. Miller  | Julie Bowen             | Christin Marquitan     |
| Pam Miller               | Olivia Holt             | Zina Laus              |
| Blake Hughes             | Lochlyn Munro           | Oliver Mink            |
| Blake Hughes (jung)      | Charlie Gillespie       | Henry Engels           |
| Lauren Creston           | Kimberly Huie           | Carin C. Tietze        |
| Lauren Creston (jung)    | Troy Leigh-Anne Johnson | Pia Amofa-Antwi        |
| Tiffany Clark            | Liana Liberato          | Janina Dietz           |
| Amelia Creston           | Kelcey Mawema           |                        |
| Marisa Song              | Stephi Chin-Salvo       | Kerstin Julia Dietrich |
| Heather Hernandez        | Anna Diaz               | Patricia Strasburger   |
| Kara Lim                 | Patti Kim               |                        |
| Kara Lim (jung)          | Ella Choi               | Sarah Förster          |
| Chris Dubasage           | Jonathan Potts          | Hans-Georg Panczak     |
| Chris Dubasage (jung)    | Nicholas Lloyd          | Peter Lewys Preston    |
| Coach Zane               | Amy Goodmurphy          | Ulrike Jenni           |
| Derek                    | Valin Shinyei           | Peter Lewys Preston    |
| Randy Finkle (jung)      | Jeremy Monn-Djasgnar    | Mio Lechenmayr         |
| Schulleiter Doug Summers | Conrad Coates           | Ole Pfennig            |
| Doug Summers (jung)      | Nathaniel Appiah        | Manuel Scheuernstuhl   |
| süßer Typ                | Kevin Osea              | Peter Lewys Preston    |

## Produktion und Veröffentlichung
Der Film wurde von Blumhouse Productions und Divide/Conquer produziert, Produzenten waren Jason Blum, Greg Gilreath und Adam Hendricks. Dreharbeiten fanden im Mai und Juni 2022 in Vancouver in Kanada statt. Die Kamera führte Judd Overton, die Musik schrieb Michael Andrews, die Montage verantwortete Jeremy Cohen. Das Szenenbild gestaltete Liz Kay und das Kostümbild Patricia J. Henderson.
Premiere war am 28. September 2023 am Fantastic Fest in Austin, Texas. Auf Prime Video wurde der Film am 6. Oktober 2023 veröffentlicht. Von der Motion Picture Association (MPA) erhielt der Film ein R-Rating, in Deutschland wurde er von der FSK ab 16 freigegeben.

## Rezeption
Gegen Ende 2024 waren 87 von 106 bei Rotten Tomatoes aufgeführten Kritiken positiv bei einer durchschnittlichen Bewertung von 6,6 der 10 möglichen Punkte. Bei Metacritic erhielt der Film am 13. Oktober 2024 einen Metascore von 62 von 100 möglichen Punkten, der auf 17 Rezensionen basierte.
Oliver Armknecht bewertete den Film auf film-rezensionen.de mit sechs von zehn Punkten. Die Produktion sei insgesamt eine nette Horrorkomödie, die das Slasher-Subgenre mit dem Zeitschleifen-Motiv kombiniert. Der Mix funktioniere, bleibe aber unter den Möglichkeiten und erreiche nie die Qualität der diversen Vorbilder, die hier eifrig zitiert werden.
Der Filmdienst meinte, dass die Fantasy-Horror-Komödie immer dann funktioniere, wenn es um den Aufprall gesellschaftlicher Konventionen von 1987 und 2023 gehe und versage, wenn sie sich in Klischees und Übertreibungen verliere. Dennoch biete der Film routinierte Spannungsszenen und einige Überraschungen.